# Legion (série de televisão)
Legion (estilizado como Legi⊗n) é uma série de televisão a cabo americana criada por Noah Hawley para FX, baseada no personagem David Haller/Legião da Marvel Comics. Ela está conectada à série de filmes X-Men, a primeira série de televisão a ser assim, e é produzida pela FX Productions e Marvel Television. Hawley serve como showrunner na série.
Dan Stevens estrela como Haller, um mutante diagnosticado com esquizofrenia em uma idade jovem. Rachel Keller, Aubrey Plaza, Bill Irwin, Jeremie Harris, Amber Midthunder, Katie Aselton e Jean Smart também estrelam. FX e Marvel Television anunciaram uma parceria para criar uma série de televisão baseada no personagem de X-Men, Legião, em outubro de 2015, com Hawley assinado para escrever e dirigir o piloto. A escolha de elenco começou em janeiro de 2016, e as filmagens aconteceram em Vancouver. Hawley queria mostrar a Haller como um "narrador não confiável", incluindo a mistura de design dos anos 1960 com elementos modernos e filmar a série através da visão distorcida do personagem-título da realidade.
A primeira temporada de 8 episódios de Legion estreou no Pacific Design Center em 26 de janeiro de 2017, antes de sua estreia na FX em 8 de fevereiro. A série recebeu aclamação da crítica, especialmente por seus efeitos visuais e desvios de padrões do gênero de super-heróis. Uma segunda temporada de onze episódios começou a ser exibida em abril de 2018. Em junho de 2018, a série foi renovada para uma terceira temporada.

## Sinopse
David Haller foi diagnosticado com esquizofrenia em uma idade jovem e tem sido um paciente em vários hospitais psiquiátricos desde então. Depois Haller tem um encontro com um companheiro paciente psiquiátrico, ele é confrontado com a possibilidade de que pode haver mais para ele do que a doença mental.

## Elenco
| Ator             | Personagem                 | Temporadas | Temporadas |
| Ator             | Personagem                 | 1ª         | 2ª         |
| ---------------- | -------------------------- | ---------- | ---------- |
| Dan Stevens      | David Haller               | Regular    | Regular    |
| Rachel Keller    | Syd Barrett                | Regular    | Regular    |
| Aubrey Plaza     | Lenny Busker               | Regular    | Regular    |
| Bill Irwin       | Cary Loudermilk            | Regular    | Regular    |
| Jeremie Harris   | Ptonomy Wallace            | Regular    | Regular    |
| Amber Midthunder | Kerry Loudermilk           | Regular    | Regular    |
| Katie Aselton    | Amy Haller                 | Regular    | Recorrente |
| Jean Smart       | Melanie Bird               | Regular    | Regular    |
| Navid Negahban   | Amahl Farouk/Rei da Sombra |            | Regular    |
| Jemaine Clement  | Oliver Bird                | Recorrente | Regular    |
| Hamish Linklater | Clark                      | Recorrente | Regular    |

- Dan Stevens como David Haller: O filho mutante do Professor Charles Xavier. Haller foi diagnosticado com esquizofrenia em uma idade jovem e encontra a "menina de seus sonhos" em um hospital psiquiátrico.[3][4] O personagem possui várias habilidades psíquicas, incluindo telepatia e telecinese.[5] Stevens se juntou à série por causa do envolvimento do showrunner Noah Hawley,[4] e fez pesquisa extensiva sobre saúde mental para se preparar para o papel, conversando com pessoas mentalmente doentes e médicos.[6] Hawley e o elenco guardaram segredos de Stevens sobre o personagem e a trama para que ele pudesse se identificar com a confusão de Haller sobre si mesmo e sobre a realidade.[7]

- Rachel Keller como Syd Barrett: Uma jovem mutante que se torna namorada de Haller.

- Aubrey Plaza como Lenny Busker: Amiga de Haller, que é uma otimista implacável, apesar de uma história de abuso de drogas e álcool, e um comportamento áspero.

- Bill Irwin como Cary Loudermilk: Um cientista brilhante, um dos fundadores de Summerland, e um especialista que trabalha com a Dra. Bird.

- Jeremie Harris como Ptonomy Wallace: Um ex-filho prodígio que é reservado e sardônico, assim como um dos especialistas da Dra. Bird

- Amber Midthunder como Kerry Loudermilk: Um personagem com síndrome de savantismo e um "senso infantil de admiração", que vive dentro do corpo de Cary.

- Katie Aselton como Amy Haleer: (1ª temporada) A irmã mais velha adotiva de David, que tenta permanecer positiva apesar de sua história de doença mental.

- Jean Smart como Melanie Bird: Uma terapeuta psiquiátrica exigente que usa métodos não convencionais.

- Navid Negahban como Amahl Farouk/Rei da Sombra (2ª temporada)
- Jemaine Clement como Oliver Bird (2ª temporada; recorrente 1ª temporada)
- Hamish Linklater como Clark (2ª temporada; recorrente 1ª temporada)

## Produção
No dia 13 de outubro de 2015, A Marvel fechou um acordo com a Fox e produzirá duas novas séries de TV baseadas nas HQs de X-Men. Hellfire e Legion serão uma coprodução dos estúdios para a Fox e o FX, respectivamente. Bryan Singer seria o produtor-executivo de ambas as séries, enquanto Noah Hawley (Fargo) cuida do roteiro de Legion e Patrick McKay e JD Payne responsáveis por Hellfire. Lauren Shuler Donner, Simon Kinberg, Evan Katz, Manny Coto, Jeph Loeb e Jim Chory também cuidariam da produção executiva dos dois projetos.
No dia 17 de outubro de 2015, em entrevista ao TV Insider, Noah Hawley que seria o roteirista e o produtor do piloto de Legion, justificou a escolha do personagem Legião como tema dessa possível série de TV do canal FX ambientada no universo dos X-Men. Hawley diz que escolheu a premissa da série primeiro e o personagem depois. "No começo do processo, a ideia não partiu de achar um personagem para a série, e sim de pensar sobre aquele mundo e da possibilidade de fazer uma série de TV interessante que jogasse com a ideia de uma identidade de mutante marginalizado. Eu gosto dos pontos de vista moralmente opostos [de Magneto e Xavier] que podem existir dentro desse mundo. Eu basicamente desenvolvi a ideia de uma série que gostaria de contar e depois encontrei o personagem certo para isso". No dia 20, o produtor diz que série de TV não terá conexão com os filmes dos X-Men. "Criamos a série mais como uma produção autossuficiente. Não quero revelar muito sobre isso, mas ela certamente não é construída como pano de fundo para outra produção. É uma história que eu quero explorar, mas precisa se encaixar em um universo maior, o que é bem empolgante".
No dia 5 de janeiro de 2016, o Deadline divulgou que a atriz Rachel Keller seria a protagonista feminina do piloto de Legion. Sua personagem é descrita como uma garota otimista e determinada de 20 e poucos anos. Os poderes dela não foram detalhados, mas podem ter como base o tato, a exemplo dos poderes de Vampira nas HQs.
No dia 3 de fevereiro, foi divulgado que Dan Stevens viveria David Haller, filho do Professor Xavier nos quadrinhos. Além de Stevens, Aubrey Plaza e Jean Smart também foram anunciadas como parte do elenco. Plaza viverá Lenny, uma amiga de David que, apesar de uma vida cheia de drogas e álcool, ela sabe que as coisas vão se transformar em breve. Ela é descrita como sendo cheia de otimismo e boas energias, independente de seu exterior durão. Enquanto isso, Smart será Melanie, uma carinhosa, exigente e inteligente terapeuta com métodos inconvencionais. No dia 18, foi anunciado que Jeremie Harris foi contratado do elenco de Legion, Harris viveria Ptonomy, um cínico prodígio que se sente aprisionado em seu passado.
No dia 3 de março, o Simon Kinberg, produtor e roteirista da franquia X-Men, falou brevemente ao Omelete sobre a ligação entre Legion e o universo dos mutantes do cinema. Kimberg não quis entrar em detalhes, mas garantiu que Noah Hawley, criador e roteirista do episódio-piloto, usará um modelo similar ao de Fargo, também desenvolvida por ele com base no filme dos irmãos Coen. "Será fiel aos filmes e ao mesmo tempo algo novo e original", explicou.
No dia 8 de junho, A rede de canais Fox Networks Group anunciou que exibirá simultaneamente em 125 países, a primeira temporada de Legion, série baseada no universo X-Men dos quadrinhos que terá como foco o mutante do título.
No dia 2 julho, o canal Fx oficializou a primeira temporada de Legion, além de ter divulgado a primeira foto que mostra Dan Stevens como David Haller. Em comunicado oficial, a Marvel anunciou que a produção da primeira temporada da série, que terá oito episódios, começará entre junho e agosto em Vancouver, com previsão de estreia para o primeiro semestre de 2017. No dia 23 foi divulgado o primeiro trailer da serie.
No dia 9 de setembro, a serie ganhou um novo vídeo promocional que mostra David Haller (Dan Stevens) confuso pelas coisas sem sentido ao seu redor. No dia 12, a serie ganhou outro teaser que mostra o ínicio da confusão mental que será enfrentada por David Haller.
No dia 5 de dezembro, a serie ganhou um novo trailer que revela a data de estreia para 8 de fevereiro de 2017.
No dia 11 de janeiro de 2017, O canal pago FX divulgou a data de estreia e horário no Brasil de Legion, o primeiro capítulo será exibido em 9 de fevereiro, às 22h30. Um dia depois da estreia no Estados Unidos, apesar da emissora Fox ter anunciado anteriormente que haveria transmissão simultânea no país.

### Conexões com universo compartilhado
Em julho de 2016, um artigo no website oficial da Marvel referia-se à Legião como um dos vários personagens que se juntariam ao Universo Cinematográfico Marvel, sugerindo que Legion seria definida nesse universo compartilhado como as outras séries de televisão da Marvel Television. No entanto, Singer disse no próximo mês que Legion estava sendo projetada para se encaixar no universo dos X-Men, mas também para ser independente, então "você não teria que rotular" a relação entre a série e os filmes. Ele provocou planos para ter a série "se ligando com futuros filmes dos X-Men". Por outro lado, Landgraf afirmou que nos filmes "todos no planeta Terra estão cientes da existência de mutantes", enquanto na série "o governo dos Estados Unidos está começando a descobrir que existe algo chamado mutantes, mas a população nem faz ideia." Com essa diferença de continuidade, ele disse achar improvável um crossover com os filmes, mas notou que isso poderia mudar entre então e a estreia da série.
No New York Comic-Con 2016, Donner disse que a série está "longe dos filmes dos X-Men, mas ainda vive nesse universo." Hawley explicou que pela razão da série está descrevendo a "realidade subjetiva" do personagem-título, não teria que endereçar imediatamente nenhumas conexões aos filmes, "creio firmemente que a série precisa andar com seus próprios pés. Para que um crossover ocorra, precisamos ganhar esse direito através da qualidade de nossa narrativa e, com sorte, nossa popularidade." Ele afirmou que "você não pode contar esta história sem" reconhecer que Legião é o filho de Charles Xavier, que aparece nos filmes. Em relação ao UCM, Loeb afirmou que seu envolvimento na série foi um sinal de que "as pontes estão sendo feitas" entre Marvel e Fox, "mas eu não quero fazer nenhuma promessa ... Os heróis da Marvel no seu núcleo são pessoas que estão danificadas e estão tentando descobrir quem eles são na vida. Não importa se eles são ou não X-Men, Tony Stark, Matt Murdock ou Peter Parker ... Se você tem um personagem forte como David e um contador de histórias como Noah, então é Marvel. Neste sentido, está tudo conectado."
Loeb e Donner declararam em janeiro de 2017 que não havia planos para que Legion fosse a primeira de uma franquia de séries conectadas na FX, como a DC fez com as séries interconectadas do Universo Arrow na The CW, ou como a Marvel tem feito com as séries interconectadas dos Defensores na Netflix, e que Legion e a série dos X-Men desenvolvida para a Fox, mais tarde intitulada The Gifted, "não vão entrar no caminho uma da outra." Donner afirmou que a série foi apenas uma chance de trazer um personagem dos X-Men para a tela que não ia ser usado pelos filmes. Os produtores esperam que o público assista a série por causa de seu personagem em foco e dos talentos de Hawley e do elenco, ao invés de "ver uma série de franquia da Marvel". Donner também observou que ter Hawley focando na perspectiva de Haller da realidade em vez de conexões com os filmes dos X-Men permitiu a série evitar a continuidade complicada dos filmes, "porque nós brincamos com tantas linhas do tempo diferentes, fizemos um reboot e, na verdade, não fizemos um reboot e tudo isso" ao longo dos filmes. Portanto, "o universo cinematográfico não vai se preocupar com Legion." Para a confirmação na tela de que Xavier é o pai de Haller no "Capítulo 7", onde uma cadeira de rodas com um "X" é mostrada em um breve flashback, a produção da série teve a oportunidade de escolher qualquer uma das cadeiras de rodas variantes utilizadas ao longo da série de filmes. Eles resolveram pegar a cadeira usada em X-Men: Apocalypse por James McAvoy. Sobre uma possível aparição do Professor X na série, Hawley disse, "Com certeza é algo que estamos considerando. É uma conversa criativa, mas ao mesmo tempo é corporativa, pois precisamos lidar também com o estúdio e tudo mais. Queremos Xavier na série, até mesmo queremos Patrick Stewart ou James McAvoy interpretando. Será uma conversa longa, mas certamente tenho interesse."

## Lançamento
| Temporada | Temporada | Episódios | Exibição original      | Exibição original    |
| Temporada | Temporada | Episódios | Primeira exibição      | Última exibição      |
| --------- | --------- | --------- | ---------------------- | -------------------- |
|           | 1         | 8         | 8 de fevereiro de 2017 | 29 de março de 2017  |
|           | 2         | 11        | 3 de Abril de 2018     | 12 de junho de 2018  |
|           | 3         | 8         | 24 de junho de 2019    | 12 de agosto de 2019 |

### Transmissão
Legion é transmitida na FX nos Estados Unidos, enquanto os canais da Fox em mais de 125 países conquistaram seus respectivos direitos de transmissão da série, lançando a série usando um sistema de entrega de "dia e data" para que os telespectadores em todo o mundo obtém a série no mesmo dia em que a divisão de vendas do Fox Networks Group dos EUA na distribuição da série a terceiros.